# Augustin Pyrame de Candolle
Augustin Pyrame de Candolle (Ginevra, 4 febbraio 1778 – Ginevra, 9 settembre 1841) è stato un botanico e micologo svizzero. Fu inoltre il primo ad usare il termine endemismo in queste discipline.

## Biografia

Stemma della famiglia Caldora o de Candolle

Augustin Pyrame de Candolle nacque a Ginevra da una delle più antiche famiglie nobili della Provenza, costretta ad espatriare, nella metà del XVI secolo, per motivi di carattere religioso. Durante la sua adolescenza, Augustin Pyrame mostrò una grande attitudine allo studio e si distinse a scuola per il suo interesse alla letteratura, generale e classica, e soprattutto per le capacità con le quali componeva eleganti versi poetici. Iniziò i suoi studi scientifici al collegio di Ginevra, dove gli insegnamenti del botanico Jean-Pierre Étienne Vaucher lo ispirarono a scegliere la botanica quale principale occupazione della sua vita. 
Nel 1796 si trasferì a Parigi. Le sue prime produzioni, Historia Plantarum Succulentarum (4 volumi, 1799) e Astragalogia (1802) lo fecero conoscere a Georges Cuvier, che sostituì come deputato al Collège de France nel 1802, e a Jean-Baptiste de Lamarck, che in seguito gli affidò la pubblicazione della terza edizione del Flore française (1803-1815). Principes élémentaires de botanique, stampato come introduzione a questa opera, conteneva la prima esposizione del suo principio di classificazione naturale, in opposizione a quello Linneano o metodo artificiale.
Nel 1804 gli fu concessa la laurea di dottore dalla facoltà di medicina di Parigi, e pubblicò il suo Synopsis plantarum in flora Gallica descriptarum. Su richiesta del governo francese egli trascorse le estati dei successivi sei anni conducendo un'indagine sull'agricoltura e la botanica dell'intero regno, i cui risultati furono pubblicati nel 1813. L'11 agosto 1805 divenne socio dell'Accademia delle Scienze di Torino.
Nel 1807 fu nominato professore di botanica nella facoltà di medicina di Montpellier e di direttore dell'orto botanico della città; nel 1810 fu trasferito alla cattedra di botanica, appena istituita, nella facoltà di scienze della stessa università. Da Montpellier, dove pubblicò nel 1813 la Théorie élémentaire de la botanique, si trasferì a Ginevra nel 1816 e, l'anno successivo, ricevette l'invito ad occupare la cattedra di storia naturale dell'università, appena creata, e la contemporanea nomina a direttore dell'orto botanico della città.
Il resto della sua vita lo trascorse nel tentativo di elaborare e completare il suo sistema naturale di classificazione botanica. I risultati dei suoi lavori in questo campo si trovano nel suo Regni vegetabilis systema naturale, del quale soltanto due volumi furono completati. Infatti, nel 1821, resosi conto delle difficoltà insite nella edizione di un'opera complessa e su così larga scala, ne interruppe la pubblicazione dedicandosi poi, nel 1824, ad un'opera dello stesso tipo ma di minore estensione, il Prodromus systematis naturalis regni vegetabilis. Nonostante il ridimensionamento dell'opera, anche il Prodromus non vide mai la completa realizzazione, se non per sette volumi, cioè i due terzi dell'opera progettata. Da molti anni in stato di salute precaria, morì nella città che lo vide nascere, nell'anno 1841.
Trovò un continuatore in suo figlio, Alphonse de Candolle, che, avviatosi dapprima agli studi in legge, si spostò gradualmente verso la botanica, subentrando al padre nella cattedra universitaria.

## Ascendenza
|                             |   |                   | Genitori       |  |  | Nonni |  |  | Bisnonni            |  |  | Trisnonni           |  |
|                             |   |                   |                |  |  |       |  |  | Pyramus de Candolle |  |  | Pyramus de Candolle |  |
|                             |   |                   |                |  |  |       |  |  | Pyramus de Candolle |  |  | Pyramus de Candolle |  |
|                             |   | Élisabeth Gandou  |                |  |  |       |  |  | Pyramus de Candolle |  |  |                     |  |
| Abraham de Candolle         |   |                   |                |  |  |       |  |  | Pyramus de Candolle |  |  |                     |  |
|                             |   | Charlotte Bonnet  | Abraham Bonnet |  |  |       |  |  |                     |  |  |                     |  |
|                             |   | Charlotte Bonnet  | Abraham Bonnet |  |  |       |  |  |                     |  |  |                     |  |
|                             |   | Charlotte Bonnet  | Louise Dentand |  |  |       |  |  |                     |  |  |                     |  |
| Augustin de Candolle        |   | Charlotte Bonnet  |                |  |  |       |  |  |                     |  |  |                     |  |
|                             |   | Denis Bernardin   | ?              |  |  |       |  |  |                     |  |  |                     |  |
|                             |   | Denis Bernardin   | ?              |  |  |       |  |  |                     |  |  |                     |  |
|                             |   | Denis Bernardin   | ?              |  |  |       |  |  |                     |  |  |                     |  |
| Michée Bernardin            |   | Denis Bernardin   |                |  |  |       |  |  |                     |  |  |                     |  |
|                             |   | Judith Coudougnan | ?              |  |  |       |  |  |                     |  |  |                     |  |
|                             |   | Judith Coudougnan | ?              |  |  |       |  |  |                     |  |  |                     |  |
|                             |   | Judith Coudougnan | ?              |  |  |       |  |  |                     |  |  |                     |  |
| Augustin Pyrame de Candolle |   | Judith Coudougnan |                |  |  |       |  |  |                     |  |  |                     |  |
|                             | ? | ?                 |                |  |  |       |  |  |                     |  |  |                     |  |
|                             | ? | ?                 |                |  |  |       |  |  |                     |  |  |                     |  |
|                             | ? | ?                 |                |  |  |       |  |  |                     |  |  |                     |  |
| Jacques Brière              | ? |                   |                |  |  |       |  |  |                     |  |  |                     |  |
|                             |   | ?                 | ?              |  |  |       |  |  |                     |  |  |                     |  |
|                             |   | ?                 | ?              |  |  |       |  |  |                     |  |  |                     |  |
|                             |   | ?                 | ?              |  |  |       |  |  |                     |  |  |                     |  |
| Louise-Éléonore Brière      |   | ?                 |                |  |  |       |  |  |                     |  |  |                     |  |
|                             |   | ?                 | ?              |  |  |       |  |  |                     |  |  |                     |  |
|                             |   | ?                 | ?              |  |  |       |  |  |                     |  |  |                     |  |
|                             |   | ?                 | ?              |  |  |       |  |  |                     |  |  |                     |  |
| Sara Le Fort                |   | ?                 |                |  |  |       |  |  |                     |  |  |                     |  |
|                             |   | ?                 | ?              |  |  |       |  |  |                     |  |  |                     |  |
|                             |   | ?                 | ?              |  |  |       |  |  |                     |  |  |                     |  |
|                             |   | ?                 | ?              |  |  |       |  |  |                     |  |  |                     |  |
|                             |   | ?                 |                |  |  |       |  |  |                     |  |  |                     |  |

| DC. è l'abbreviazione standard utilizzata per le piante descritte da Augustin Pyrame de Candolle. Consulta l'elenco delle piante assegnate a questo autore dall'IPNI. |